# Siang Wun Song
Siang Wun Song (Xangai, 25 de dezembro de 1943) é um cientista da computação sino-brasileiro, professor emérito do Departamento de Ciência da Computação do Instituto de Matemática e Estatística da Universidade de São Paulo (IME-USP) e um dos pioneiros no campo de pesquisa da computação paralela no Brasil. Foi diretor do IME-USP entre 1998 e 2002, onde liderou a implantação da primeira rede sem fio em uma universidade brasileira.
Sua experiência na área possui ênfase em metodologia e técnicas da computação, trabalhando com temas como Algoritmo VIsi, Arquitetura de Computador e Banco de Dados. Song também explora conceitos da Computação Paralela, isto é, o emprego simultâneo de vários processadores com o objetivo de realizar em conjunto uma tarefa e reduzir o tempo necessário para executá-la, conferindo maior agilidade e capacidade de processamento dos computadores. Para tanto, desenvolve-se o algoritmo paralelo.

## Biografia
Nascido em Xangai, China, durante a Segunda Guerra Mundial, sua família falava o dialeto xangainês. Devido à necessidade de adaptação, mudaram-se para Hong Kong quando Song tinha seis anos de idade. A cidade falava cantonês, mas ele passou a frequentar uma escola que usava o mandarim. Mais tarde, mudou de escola, passando a aprender também o inglês.
Essa experiência multilíngue foi crucial quando imigrou para o Brasil em 1958, aos 15 anos. Seu pai, professor de direito na Université l’Aurore (Xangai), decidiu mudar-se para São Paulo após consultar ex-alunos, buscando melhores oportunidades educacionais para a família. Um deles trabalhava em Saigon, Vietnã, mas arrumou um novo emprego em São Paulo e convidou seu pai, que, então, escolheu o Brasil como destino. O primeiro emprego de seu pai foi em uma empresa francesa, a Mecânica Pesada, em Taubaté.
Durante um ano, foi ouvinte no Colégio Nossa Senhora do Carmo para aprender o português e para aprender sobre a história do Brasil. Após realizar os exames de adaptação, matriculou-se no 3º ano do ginásio no Colégio Estadual de São Paulo, no Parque Dom Pedro.
É casado com Ping Ping, uma analista de sistemas, e possui três filhos: Alexandre, Alice Tong Wu Song e Arlene Ting Wun Song. As duas filhas nasceram em Pittsburgh, enquanto estava realizando seu doutorado. Song é avô de Julie, Nicole, Clara, Arthur e Olivia.

## Formação acadêmica e carreira na USP

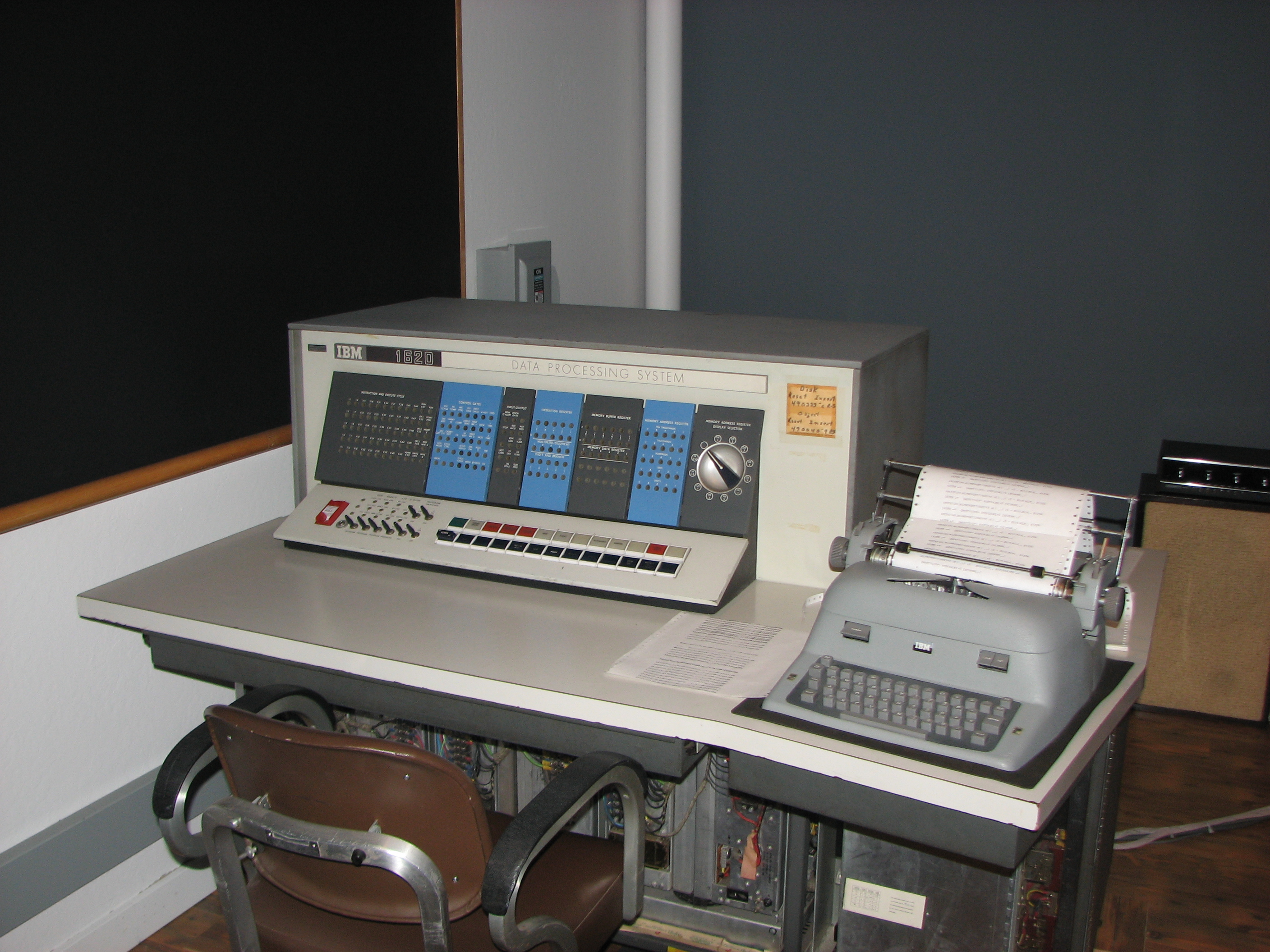
IBM 1620, o primeiro computador da USP, com o qual Song trabalhou.

Após seis anos desde a chegada no Brasil, ingressou na graduação em Engenharia Eletrônica na POLI-USP. Em 1971, durante a graduação, foi orientado por Valdemar Setzer, pioneiro da computação na USP, que o recrutou para trabalhar no Centro de Computação Eletrônica. Lá, Song operou o IBM 1620, o primeiro computador da universidade, marcando o início de sua carreira na área. Isso incentivou Song à aprendeu a programar em fortran e à área da computação.
Ao terminar sua graduação, Setzer o convidou para ser professor auxiliar no Departamento de Matemática Aplicada do IME. Song ingressou no IME-USP um ano depois da criação do instituto e deu aulas para a primeira turma do Bacharelado em Ciência da Computação, enquanto realizava o mestrado no mesmo instituto.
Mesmo com o tema de sua dissertação do mestrado ter sido sobre Ciência da Computação, essa área ainda não era credenciada pelo Ministério da Educação (MEC). Logo, seu trabalho também tinha de cumprir com as exigências da Matemática Aplicada. Nele, discutiu sobre a construção de um interpretador para Lisp.
Em 1975, fez o primeiro concurso para ser professor assistente, quando já era mestre. Como, na época, a universidade não admitia estrangeiros como decentes, precisou se naturalizar brasileiro.
Em 1976, foi aceito na Universidade Carnegie Mellon, em Pittsburgh, utilizando sua dissertação do mestrado, mesmo ela estando em português. Assim, foi o primeiro brasileiro a cursar o doutorado no Departamento de Ciência da Computação da universidade. Nela, havia uma das primeiras redes de computadores, a ARPANET. Em sua tese de doutorado, foi orientado por H. T. Kung.
Retornou ao Brasil em agosto de 1981 e, em 1982, foi eleito chefe do Departamento de Matemática Aplicada do IME-USP, passando a coordenar iniciativas para uma infraestrutura de informática no IME.  Em 1984, por intermédio de um projeto da Fapesp, conseguiu adquirir o primeiro microcomputador do instituto, um Scopus Nexus 1600.
De 1986 até 1988, concluiu seu pós-doutorado, também na Universidade Carnegie Mellon. De 1989 até 1991, foi coordenador da área de matemática/computação da Fapesp. Em 1991, obteve o título de livre-docência.
Já em 1992 , participou da instalação da primeira rede local com fio do IME.
De 1998 a 2002, tornou-se o diretor do instituto, tendo como vice-diretor o professor Pablo Augusto Ferrari. Durante de sua gestão, participou da instalação da considerada primeira rede sem fio numa universidade brasileira, com quatro pontos com Gateway sem fio em 2000, além de dar continuidade ao trabalho do ex-diretor Carlos Alberto de Bragança Pereira ao iniciar as obras do Bloco C. Nesse período, enfrentou várias greves, além de um episódio em que houve uma ameaça de bomba, mas era apenas um alarme falso.

## Reconhecimento

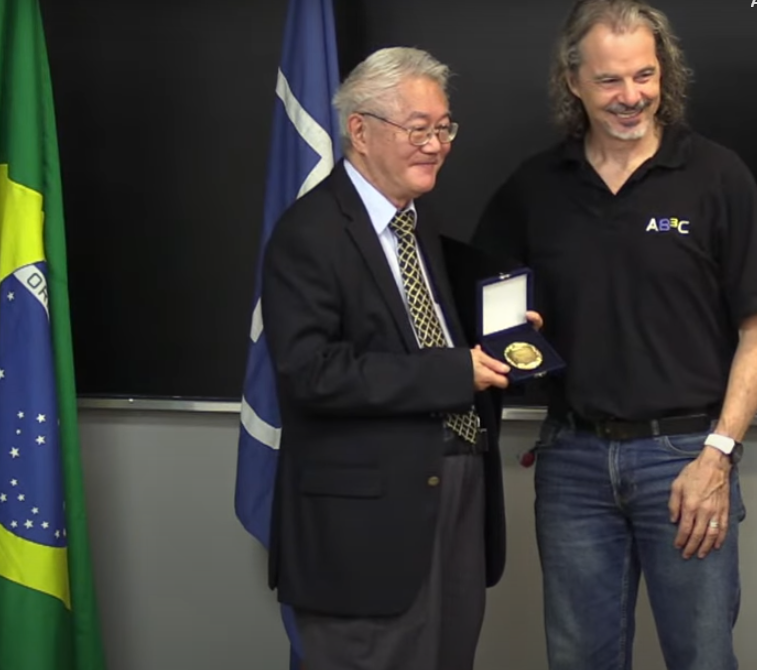
Cerimônia do título de emérito no IME-USP

Siang é membro da Ordem Nacional do Mérito Científico, um reconhecimento do Estado às contribuições científicas e técnicas.
Em 2011, Song recebeu, junto de Nivio Ziviani, o Prêmio do Mérito Científico, prêmio da Sociedade Brasileira de Computação entregue a membros dessa sociedade reconhecendo uma contribuição em determinada área ou especialidade da computação.

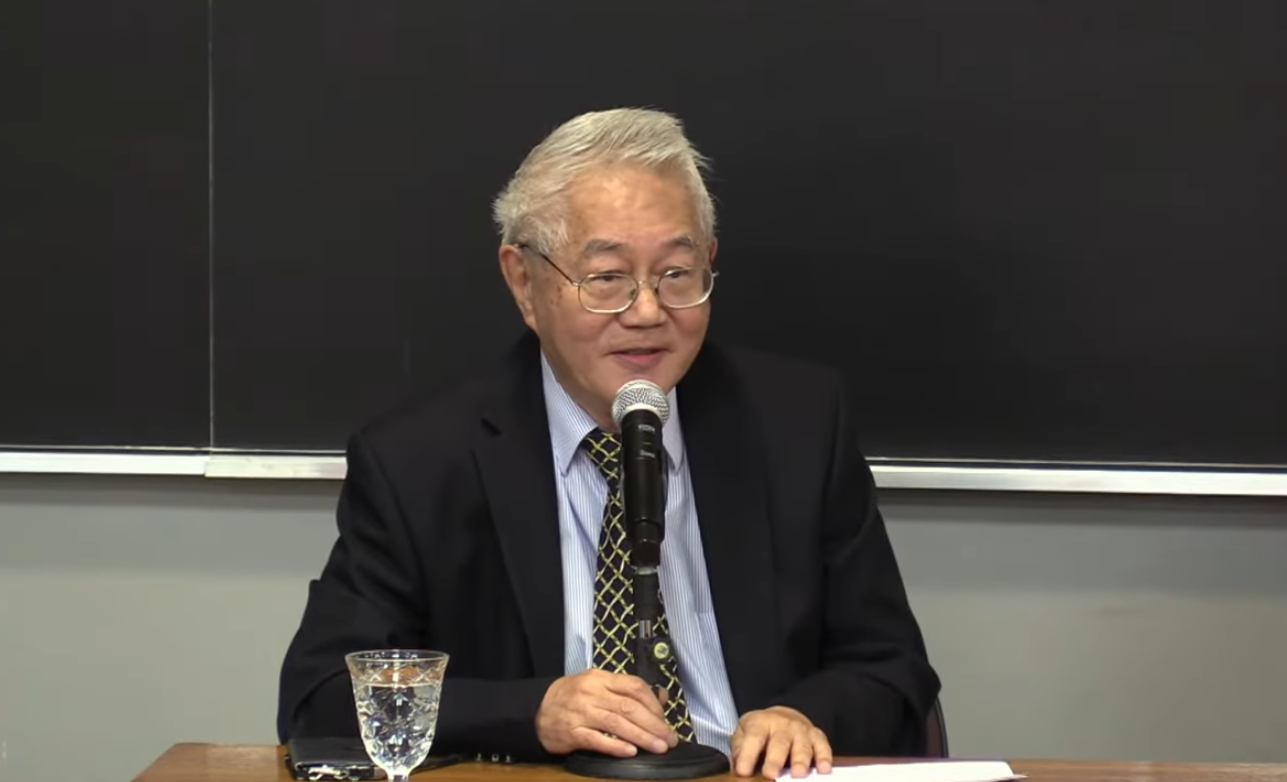
Song na cerimônia de Professor Emérito

Em 1º de novembro de 2024, houve a Cerimônia Solene da Congregação do IME, em que Song recebeu o título de Professor Emérito, outorgado a professores aposentados que que tenham contribuído para o progresso da USP e que se destaquem por suas atividades didáticas e de pesquisa. Na cerimônia, estavam presentes figuras notáveis, como o então diretor Sergio Muniz Oliva Filho, o ex-diretor e Professor Emérito Francisco César Polcino Milies e o Professor Emérito Ivan Chestakov.

## Atuações em associações científicas
Entre 2010 a 2014, foi um professor visitante da Universidade Federal do ABC (UFABC) por meio de um projeto do Coordenação de Aperfeiçoamento de Pessoal de Nível Superior (CAPES). Também participou do CAPES como membro, como coordenador e como representante do Comitê de Avaliação dos Cursos de Pós-Graduação, na área de ciência da computação. Além disso, também foi membro do Comitê Assessor de Ciência da Computação do CNPq e do Comitê Gestor do Fundo Setorial de Informática do Ministério da Ciência, Tecnologia e Inovação.

## Produções
Song é reconhecido por avanços em:
- Computação paralela: desenvolveu algoritmos eficientes para processamento distribuído, aplicáveis em supercomputadores.[14]

- Arquitetura de sistemas: pesquisou modelos VLSI e redes de interconexão, influenciando o desenvolvimento de hardware no Brasil.[14]
- Bioinformática: aplicou técnicas paralelas para análise de redes genéticas, uma inovação interdisciplinar nos anos 2000.[15]

O seu trabalho combinou teoria matemática com aplicações práticas, formando gerações de pesquisadores na USP e em colaborações internacionais. Segundo o Google Acadêmico, foram citadas por mais de 1.400 trabalhos. Segue lista contendo alguns de seus artigos e livros:

### Artigos em periódicos e anais de congressos
- 1977: An efficient parallel garbage collection system and ITS correctness proof. [16]
- 1992: Revisiting cycle shrinking. [17]
- 1992: Achieving optimality for gate matrix layout and PLA folding: a graph theoretic approach. [18]
- 1994: SIMD algorithms for matrix multiplication on the hypercube. [19]
- 1995: Efficient Embeddings into the Hypercube Using Matrix Transformations. [20]
- 1996: On embedding various networks into the hypercube using matrix transformations. [21]
- 1997: Embedding hierarchical hypercube networks into the hypercube. [22]
- 1998: Efficient Selection Algorithms on Distributed Memory Computers. [23]
- 1999: A range minima parallel algorithm for coarse grained multicomputers. [24]
- 2000: Broadcasting in bus interconnected networks. [25]
- 2001: A Coarse-Grained Parallel Algorithm for Maximal Cliques in Circle Graphs. [26]
- 2002: Parallel Dynamic Programming For Solving The String Editing Problem On A CGM/BSP. [27]
- 2003:  A Parallel Solution to Infer Genetic Network Architectures in Gene Expression Analysis. [15]
- 2004: Efficient Implementation of the BSP/CGM Parallel Vertex Cover FPT Algorithm..
- 2005: Generating Parallel Algorithms for Cluster and Grid Computing. [28]
- 2006: Reliable Systolic Computing Through Redundancy. [29]
- 2008: An all-substrings common subsequence algorithm. [30]
- 2010: Performance results of running parallel applications on the InteGrade. [31]
- 2010: Parallel Algorithms for Maximal Cliques in Circle Graphs and Unrestricted Depth Search. [32]
- 2011: A multi-GPU algorithm for large-scale neuronal networks. [33]
- 2013: Finding All Maximal Contiguous Subsequences of a Sequence of Numbers in O(1) Communication Rounds. [34]
- 2014: A Parallel Maximum Subarray Algorithm on GPUs. [35]
- 2015: A Multi-GPU Hitting Set Algorithm for GRNs Inference. [36]
- 2016: Solving the maximum subsequence sum and related problems using BSP/CGM model and multi-GPU CUDA. [37]
- 2017: A parallel algorithm for minimum spanning tree on GPU. [38]
- 2019: New BSP/CGM algorithms for spanning trees. [39]
- 2019: A hybrid CPU-GPU-MIC algorithm for minimal hitting set enumeration. [40]

### Livros e monografias
- 1984: Algoritmos Paralelos e Arquitetura VLSI.[14]
- 1994: Systolic Algorithms: concepts, synthesis and evolution. [41]
- 1999: Parallel Graph Algorithms.[42]

### Orientações
Além dessas produções, Song orientou 5 teses/dissertações de doutorados. 

## Ligações Externas
- Professor Emérito conferido ao Prof. Dr. Siang Wun Song
- IMEmórias - Professor Siang
- Homepage de Siang Wun Song